# エキゾチック R4
エキゾチック {\displaystyle \mathbb {R} ^{4}} とは、4次元ユークリッド空間 {\displaystyle \mathbb {R} ^{4}} に同相であるが、微分同相ではない4次元可微分多様体のこと。エキゾチック {\displaystyle \mathbb {R} ^{4}} である最初の例は、1982 年にマイケル・フリードマン等により、位相的な4次元多様体に関するフリードマンの定理と、微分可能な4次元多様体に関するサイモン・ドナルドソンとの対比を使用して発見された。クリフォード・タウベスにより、{\displaystyle \mathbb {R} ^{4}}の非微分同相な微分可能構造の連続体が存在することが示されている。
上記の構築に先立って、球面上の非微分同形の滑らかな構造(エキゾチックな球体) が存在することが既に知られていたが、 4-球体 の特定のケースに対するそのような構造の存在の問題は未解決のままであった (2022 年現在も未解決のままである)。 4 以外の任意の正の整数nに対して、{\displaystyle \mathbb {R} ^{n}}のエキゾチックな滑らかな構造は存在しない。言い換えると、n ≠ 4 の場合、任意の{\displaystyle \mathbb {R} ^{n}}と同相な滑らかな多様体は、{\displaystyle \mathbb {R} ^{n}}と微分同相である。

## 小さなエキゾチック R4
エキゾチック{\displaystyle \mathbb {R} ^{4}}は標準的な{\displaystyle \mathbb {R} ^{4}}の開部分集合として滑らかにに埋め込みできる場合、小さいと呼ばれる。
小さなエキゾチック{\displaystyle \mathbb {R} ^{4}}は自明でない滑らかな 5次元のh-コボルディズム(この次元ではh-コボルディズムの定理が成り立たないというドナルドソンの証明によって存在する) から始めて、位相的なh-コボルディズムの定理がこの次元で保持されるフリードマンの定理を使用することによって構築できる。

## 大きなエキゾチック R4
エキゾチック{\displaystyle \mathbb {R} ^{4}}は標準的な{\displaystyle \mathbb {R} ^{4}}の開部分集合として滑らかにに埋め込みできない場合、大きいと呼ばれる。
大きなエキゾチック{\displaystyle \mathbb {R} ^{4}}の例は、コンパクトな 4 次元多様体がしばしばトポロジカル和として分割できる (フリードマンの研究による) が、滑らかな和として分割できない (ドナルドソンの研究による) という事実を使用して構築できる。
Michael Hartley Freedman と Laurence R. Taylor (1986) は、最大のエキゾチック{\displaystyle \mathbb {R} ^{4}}があることを示しました。他のすべての{\displaystyle \mathbb {R} ^{4}}はその中に開部分集合として滑らかに埋め込むことができる。

## 関連するエキゾチックな構造
Casson ハンドルはフリードマンの定理により{\displaystyle \mathbb {D} ^{2}\times \mathbb {R} ^{2}}と同相であるが、ドナルドソンの定理から、それらはすべて{\displaystyle \mathbb {D} ^{2}\times \mathbb {R} ^{2}}と微分同相ではない。言い換えれば、一部の Casson ハンドルはエキゾチック{\displaystyle \mathbb {D} ^{2}\times \mathbb {R} ^{2}}である。

## 引用文献
1. ↑  Kirby (1989), p. 95
2. ↑  Freedman and Quinn (1990), p. 122
3. ↑  Taubes (1987), Theorem 1.1
4. ↑  Stallings (1962), Corollary 5.2

## 文献一覧
- Freedman, Michael H.; Quinn, Frank (1990). Topology of 4-manifolds. Princeton Mathematical Series. 39. Princeton, NJ: Princeton University Press. ISBN 0-691-08577-3
- Freedman, Michael H.; Taylor, Laurence R. (1986). “A universal smoothing of four-space”. Journal of Differential Geometry 24 (1):  69–78. doi:10.4310/jdg/1214440258. ISSN 0022-040X. MR857376.
- Kirby, Robion C. (1989). The topology of 4-manifolds. Lecture Notes in Mathematics. 1374. Berlin: Springer-Verlag. ISBN 3-540-51148-2
- Stallings, John (1962). “The piecewise-linear structure of Euclidean space”. Proc. Cambridge Philos. Soc. 58 (3):  481–488. Bibcode: 1962PCPS...58..481S. doi:10.1017/s0305004100036756. MR0149457
- Taubes, Clifford Henry (1987). “Gauge theory on asymptotically periodic 4-manifolds”. Journal of Differential Geometry 25 (3):  363–430. doi:10.4310/jdg/1214440981. MR882829. Template:Euclid.